# Edward L. Cahn
Pour les articles homonymes, voir Cahn.
Edward L. Cahn est un monteur, producteur et réalisateur américain, né le 12 février 1899 à Brooklyn, New York, et mort le 25 août 1963 à Hollywood (États-Unis).

## Filmographie

### Comme réalisateur
- 1931 : Homicide Squad
- 1932 : Law and Order
- 1932 : Radio Patrol
- 1932 : Afraid to Talk
- 1933 : Laughter in Hell
- 1933 : Emergency Call
- 1935 : Death Drives Through
- 1935 : Confidential
- 1935 : A Thrill for Thelma
- 1935 : Hit-and-Run Driver
- 1936 : The Perfect Set-up
- 1936 : Foolproof
- 1936 : Behind the Headlines
- 1937 : Servant of the People: The Story of the Constitution of the United States
- 1937 : Bad Guy
- 1938 : Bravest of the Brave
- 1938 : The Man on the Rock
- 1938 : Grid Rules
- 1939 : Angel of Mercy
- 1939 : Joy Scouts
- 1939 : The Giant of Norway
- 1939 : Auto Antics
- 1939 : Captain Spanky's Show Boat
- 1939 : Dad for a Day
- 1939 : Time Out for Lessons
- 1940 : The Big Premiere
- 1940 : Alfalfa's Double
- 1940 : All About Hash
- 1940 : The New Pupil
- 1940 : Bubbling Troubles
- 1940 : Good Bad Boys (en)
- 1940 : Waldo's Last Stand
- 1940 : Goin' Fishin'
- 1940 : Kiddie Kure
- 1941 : Ye Olde Minstrels
- 1941 : Main Street on the March!
- 1941 : 1-2-3 Go!
- 1941 : Baby Blues
- 1941 : Fightin' Fools
- 1941 : Redhead
- 1941 : Robot Wrecks (en)
- 1941 : Helping Hands
- 1941 : Come Back, Miss Pipps (en)
- 1941 : Wedding Worries
- 1942 : Melodies Old and New
- 1942 : Flag of Mercy
- 1942 : Going to Press
- 1942 : Don't Lie
- 1942 : Surprised Parties
- 1942 : The Omaha Trail
- 1942 : Madero of Mexico
- 1943 : Plan for Destruction
- 1943 : That's Why I Left You
- 1943 : Nursery Rhyme Mysteries
- 1943 : Don't You Believe It
- 1943 : Ode to Victory
- 1943 : Three Smart Guys
- 1944 : Main Street Today
- 1945 : Main Street After Dark
- 1945 : Dangereuse Association (Dangerous Partners)
- 1947 : Born to Speed
- 1947 : Goodbye, Miss Turlock
- 1947 : Gas House Kids in Hollywood
- 1948 : Annie Was a Wonder
- 1948 : Souvenirs of Death
- 1948 : The Checkered Coat
- 1948 : The Fabulous Fraud
- 1948 : Bungalow 13
- 1949 : Prejudice (en)
- 1949 : I Cheated the Law (en)
- 1950 : What Happened to Jo Jo
- 1950 : The Great Plane Robbery (en) de Lewis D. Collins
- 1950 : Destination Murder
- 1950 : Experiment Alcatraz
- 1951 : Two Dollar Bettor (en)
- 1955 : Betrayed Women (en)
- 1955 : Le Tueur au cerveau atomique (Creature with the Atom Brain)
- 1956 : Silent Fear (en)
- 1956 : Girls in Prison
- 1956 : The She-Creature
- 1956 : Vive le rock (Shake, Rattle & Rock!)
- 1956 : Runaway Daughters (en)
- 1957 : Flesh and the Spur (en)
- 1957 : Voodoo Woman
- 1957 : Zombies of Mora Tau (en)
- 1957 : Dragstrip Girl
- 1957 : Invasion of the Saucer Men
- 1957 : Motorcycle Gang
- 1958 : Hong Kong Confidential (en)
- 1958 : Suicide Battalion (en)
- 1958 : Jet Attack (en)
- 1958 : La Fusée de l'épouvante (It! The Terror from Beyond Space)
- 1958 : Curse of the Faceless Man (en)
- 1959 : Guns, Girls and Gangsters (en)
- 1959 : Riot in Juvenile Prison (en)
- 1959 : Invisible Invaders (en)
- 1959 : Inside the Mafia (en)
- 1959 : Pier 5, Havana (en)
- 1959 : A Dog's Best Friend (en)
- 1960 : Gunfighters of Abilene (en)
- 1960 : The Four Skulls of Jonathan Drake (en)
- 1960 : Vice Raid (en)
- 1960 : Three Came to Kill (en)
- 1960 : Oklahoma Territory (en)
- 1960 : Twelve Hours to Kill (en)
- 1960 : Noose for a Gunman (en)
- 1960 : The Music Box Kid (en)
- 1960 : Cage of Evil (en)
- 1960 : The Walking Target (en)
- 1960 : Five Guns to Tombstone (en)
- 1961 : The Police Dog Story (en)
- 1961 : Frontier Uprising (en)
- 1961 : Operation Bottleneck (en)
- 1961 : Gun Fight (en)
- 1961 : The Gambler Wore a Gun (en)
- 1961 : When the Clock Strikes (en)
- 1961 : You Have to Run Fast (en)
- 1961 : Secret of Deep Harbor (en)
- 1961 : Boy Who Caught a Crook (en)
- 1961 : Gun Street (en)
- 1961 : The Clown and the Kid (en)
- 1962 : Incident in an Alley (en)
- 1962 : La Belle et la Bête (Beauty and the Beast)

### comme monteur
- 1927 : Surrender d'Edward Sloman
- 1927 : Erik le mystérieux (The Last Performance)
- 1928 : L'Implacable Destin (Love Me and the World Is Mine) d'Ewald André Dupont
- 1928 : L'Homme qui rit (The Man Who Laughs) de Paul Leni
- 1928 : Jazz Mad (en)
- 1929 : Girl on the Barge (en)
- 1929 : Broadway de Paul Fejos
- 1930 : À l'Ouest, rien de nouveau (All Quiet on the Western Front) de Lewis Milestone
- 1930 : Resurrection d'Edwin Carewe

### Comme producteur
- 1950 : Destination Murder
- 1950 : Experiment Alcatraz
- 1951 : Two Dollar Bettor (en)
- 1956 : Silent Fear (en)